# Hans Keilson
Œuvres principales
Komödie in Moll (1947)
Hans Keilson, né le 12 décembre 1909 à Bad Freienwalde en province de Brandebourg et mort le 31 mai 2011 à Hilversum aux Pays-Bas, est un écrivain, psychanalyste et pédagogue allemand.

## Biographie
Hans Keilson publie son premier roman Das Leben geht weiter. Eine Jugend in der Zwischenkriegszeit aux éditions S. Fischer Verlag. Le livre paraît en 1933 et Keilson, qui est juif, est rapidement interdit de publication par les Nazis.
En 1936, Keilson quitte l'Allemagne nazie et émigre aux Pays-Bas. En 1940, avec l'arrivée de la Wehrmacht, il entre en clandestinité. Pédagogue et psychanalyste, il fonde après la guerre une organisation d'aide aux orphelins juifs, « Le Ezrat Hajeled » (pour l'aide de l'enfant).

## Ouvrages

### Prose
- 1933, Das Leben geht weiter, roman, S. Fischer Verlag. Nouvelle édition sous le titre Das Leben geht weiter. Eine Jugend in der Zwischenkriegszeit
- 1947, Komödie in Moll, nouvelle, Amsterdam, Querido Verlag
- 1989, Der Tod des Widersachers, roman, Francfort, S. Fischer Verlag
- 2011, Da steht mein Haus, mémoires, Francfort, S. Fischer Verlag

### Édition
Édition des œuvres en deux tomes par Heinrich Detering et Gerhard Kurz, S. Fischer Verlag, 2005
- Bd. 1 : Romane und Erzählungen
- Bd. 2 : Gedichte und Essays

## Distinctions
- Officier de l'ordre d'Orange-Nassau

## Sources
- (de) Roland Kaufhold, 2009, « Literatur ist das Gedächtnis der Menschheit »: Der jüdische Psychoanalytiker, Schriftsteller und Pädagoge Hans Keilson.
- (de) Wilhelm Sternfeld, Eva Tiedemann, 1970, Deutsche Exil-Litteratur 1933-1945 deuxième édition augmentée, Heidelberg, Verlag Lambert Schneider.